# Campeonato Mundial de Biatlón de 2007
El XLIII Campeonato Mundial de Biatlón se celebró en la localidad alpina de Anterselva (Italia) entre el 2 y el 11 de febrero de 2007 bajo la organización de la Unión Internacional de Biatlón (IBU).

## Calendario
| Día   | Hora* | Evento                        | Tipo  |
| ----- | ----- | ----------------------------- | ----- |
| 02.02 | 20:00 | Ceremonia de apertura         |       |
| 03.02 | 10:45 | 10 km sprint                  | M     |
| 03.02 | 14:15 | 7,5 km sprint                 | F     |
| 04.02 | 11:15 | 12,5 km persecución           | M     |
| 04.02 | 14:15 | 10 km persecución             | F     |
| 05.02 |       | Día de descanso               |       |
| 06.02 | 14:15 | 20 km individual              | M     |
| 07.02 | 14:15 | 15 km individual              | F     |
| 08.02 | 14:15 | Relevos 2 × 6 km + 2 × 7,5 km | MIXTO |
| 09.02 |       | Día de descanso               |       |
| 10.02 | 10:45 | Relevos 4 × 7,5 km            | M     |
| 10.02 | 14:15 | 12,5 km salida en grupo       | F     |
| 11.02 | 11:00 | Relevos 4 × 6 km              | F     |
| 11.02 | 14:15 | 15 km salida en grupo         | M     |

- (*) -  hora local de Italia (UTC +1)

## Resultados

### Masculino
| Evento                        | Oro                                                                                    | Plata                                                                                        | Bronce                                                                           |
| ----------------------------- | -------------------------------------------------------------------------------------- | -------------------------------------------------------------------------------------------- | -------------------------------------------------------------------------------- |
| 10 km velocidad (03.02)       | Ole Einar Bjørndalen · Noruega · 26:18,8                                               | Michal Šlesingr · República Checa · 26:23,6                                                  | Andri Deryzemlia · Ucrania · 26:44,6                                             |
| 20 km individual (06.07)      | Raphaël Poirée Francia 56:14,6                                                         | Michael Greis · Alemania · 56,41,4                                                           | Michal Šlesingr · República Checa · 56:52,0                                      |
| 12,5 km persecución (04.02)   | Ole Einar Bjørndalen · Noruega · 32:21,2                                               | Maxim Chudov · Rusia · 33:31,0                                                               | Vincent Defrasne Francia 33:31,1                                                 |
| 15 km salida en grupo (11.02) | Michael Greis · Alemania · 37:52,1                                                     | Andreas Birnbacher · Alemania · 38:07,5                                                      | Raphaël Poirée Francia 38:20,2                                                   |
| Relevos 4 × 7,5 km (10.02)    | Rusia · Ivan Cherezov · Maxim Chudov · Dmitri Yaroshenko · Nikolai Kruglov · 1:14:36,1 | Noruega · Halvard Hanevold · Lars Berger · Frode Andresen · Ole Einar Bjørndalen · 1:15:36,6 | Alemania · Ricco Groß · Michael Rösch · Sven Fischer · Michael Greis · 1:16:08,6 |

### Femenino
| Evento                          | Oro                                                                                     | Plata                                                                                     | Bronce                                                                                 |
| ------------------------------- | --------------------------------------------------------------------------------------- | ----------------------------------------------------------------------------------------- | -------------------------------------------------------------------------------------- |
| 7,5 km velocidad (03.02)        | Magdalena Neuner · Alemania · 22:46,9                                                   | Anna Carin Olofsson · Suecia · 22:49,2                                                    | Natalia Guseva · Rusia · 23:06,5                                                       |
| 15 km individual (07.02)        | Linda Grubben · Noruega · 46:24,3                                                       | Florence Baverel-Robert Francia 47:30,8                                                   | Martina Glagow · Alemania · 47:59,9                                                    |
| 10 km persecución (04.02)       | Magdalena Neuner · Alemania · 33:01,6                                                   | Linda Grubben · Noruega · 33:08,7                                                         | Anna Carin Olofsson · Suecia · 33:09,2                                                 |
| 12,5 km salida en grupo (10.02) | Andrea Henkel · Alemania · 37:13,1                                                      | Martina Glagow · Alemania · 37:17,7                                                       | Kati Wilhelm · Alemania · 37:23,7                                                      |
| Relevos 4 × 6 km (11.02)        | Alemania · Martina Glagow · Andrea Henkel · Magdalena Neuner · Kati Wilhelm · 1:14:19,1 | Francia Florence Baverel-Robert Delphyne Peretto Sylvie Becaert Sandrine Bailly 1:15:26,9 | Noruega · Tora Berger · Ann Kristin Flatland · Jori Mørkve · Linda Grubben · 1:15:48,8 |

### Mixto
| Evento                                | Oro                                                                                          | Plata                                                                                     | Bronce                                                                                 |
| ------------------------------------- | -------------------------------------------------------------------------------------------- | ----------------------------------------------------------------------------------------- | -------------------------------------------------------------------------------------- |
| Relevos 2 × 6 km + 2 × 7,5 km (08.02) | Suecia · Helena Jonsson · Anna Carin Olofsson · Björn Ferry · Carl Johan Bergman · 1:20:04,7 | Francia Florence Baverel-Robert Sandrine Bailly Vincent Defrasne Raphaël Poirée 1:20:32,3 | Noruega · Tora Berger · Jori Mørkve · Emil Hegle Svendsen · Frode Andresen · 1:20:41,1 |

## Medallero
| Núm. | País            | Oro | Plata | Bronce | Total |
| ---- | --------------- | --- | ----- | ------ | ----- |
| 1    | Alemania        | 5   | 3     | 3      | 11    |
| 2    | Noruega         | 3   | 2     | 2      | 7     |
| 3    | Francia         | 1   | 3     | 2      | 6     |
| 4    | Rusia           | 1   | 1     | 1      | 3     |
| 4    | Suecia          | 1   | 1     | 1      | 3     |
| 6    | República Checa | 0   | 1     | 1      | 2     |
| 7    | Ucrania         | 0   | 0     | 1      | 1     |
|      | TOTAL           | 11  | 11    | 11     | 33    |